# عين سلطان (سوق أهراس)

## الموقع
بلدية عين سلطان التابعة لدائرة سدراتة ولاية سوق اهراس ظهرت إلى الوجود اثر التقسيم الإداري الاخير سنة 1984 حيث انسلخت عن بلدية عين العربي ولاية قالمة
تقع بلدية عين سلطان في اقصى غرب ولاية سوق اهراس يحدها شمالا كل من بلديتي عين العربي وعين صندل التابعتين لولاية قالمة اما من الشرق والجنوب الشرقي فتحدها بلدية سدراتة وتحدها من الجنوب بلدية الزوابي ومن الغرب بلدية عين مخلوف ولاية قالمة وتتربع على مساحة 108,12 كم² ويبلغ عدد سكانها 3060 نسمة